# All 4 One (Album)
All 4 One (Engl., „Alle für einen“) ist das Debütalbum der deutschen Pop-Gruppe beFour. Es wurde am 13. Juli 2007 im deutschsprachigen Raum veröffentlicht und schaffte es auf Platz eins der Albumcharts in Deutschland und in der Schweiz. Es konnte sich mehr als 225.000 Mal verkaufen. Das Album wurde mit Gold (Österreich und Schweiz) und Platin (Deutschland) ausgezeichnet und ist ihr kommerziell erfolgreichstes.

## Titelliste
| #   | Titel                                       | Dauer |
| --- | ------------------------------------------- | ----- |
| 1.  | Magic Melody (Single-Version)               | 3:37  |
| 2.  | Come Fly with Me                            | 3:35  |
| 3.  | Little Little Love (Single-Version)         | 3:09  |
| 4.  | How Do You Do? / All 4 One (Single-Version) | 3:40  |
| 5.  | Cosmic Ride                                 | 3:50  |
| 6.  | Zero Gravity                                | 2:58  |
| 7.  | A New Generation                            | 3:30  |
| 8.  | Everybody                                   | 4:01  |
| 9.  | Fly Around the World                        | 3:45  |
| 10. | Cherry Babe                                 | 3:43  |
| 11. | Red (The Color of Love)                     | 3:32  |
| 12. | Bye Bye Baby                                | 3:16  |
| 13. | Magic Melody (Karaoke-Version)              | 3:37  |

## Produktion
An der Produktion des Debütalbums von beFour beteiligten sich 19 Produzenten und Songwriter. Christian Geller und Adam Bernau produzierten alle Stücke der CD. Bernau mischte fast alle Titel des Longplayers. Die Texte stammen, mit einigen Ausnahmen, von Geller. Das erste als Single veröffentlichte Lied Magic Melody wurde von Alexey Potekin, Sergei Schukow und Christian Geller geschrieben. Text und Komposition des Liedes Come Fly with Me sind von Nick Manic und Mike Jaxx. Das zweite Stück, das aus dem Album ausgekoppelt wurde, How Do You Do?, komponierten Christian Geller, Wolfgang Boss und Dmitry Kokhanovskiy.
Das Lied Zero Gravity wurde von Petra Bonmassar, Achim Kleist und Wolfgang von Webenau geschrieben. Bei dem Song Cherry Babe beteiligten sich Geller und Bernau nicht; hier stammen Musik und Text von Marcel Botezan, Lucian Ionescu, Radu Bolifea und Sebastoam Barac. Der vorletzte Titel des Albums, Bye Bye Baby, wurde 2007 von Mark Nissen, Hartmut Krech und Antonio Berardi geschrieben.

## Singleauskopplungen

### Magic Melody
Magic Melody erschien als erste Single der Band am 15. Juni 2007. Es ist ein Cover der Gruppe Ruki wwerch. In Deutschland erreichte das Lied Platz 16 und konnte sich insgesamt 13 Wochen in den Charts halten. In Österreich platzierte sich das Stück auf Rang elf. Hier blieb es 17 Wochen lang vertreten. In der Schweiz kam der Song auf Position 14. Hier war das Lied 15 Wochen lang in der Hitparade vertreten. Die Regie beim Videodreh übernahm Nikolaj Georgiew.

### How Do You Do?
How Do You Do? erschien am 10. August 2007 als Nachfolger. Die Single erreichte Platz 12 in Deutschland und war hier elf Wochen vertreten. In Österreich platzierte sich der Titel auf Rang fünf. Der Song blieb hier 17 Wochen in den Charts. In der Schweiz konnte sich How Do You Do? auf Platz elf der Charts behaupten. Nach zehn Wochen fiel das Stück aus der Hitparade heraus. Auch bei diesem Video übernahm Nikolaj Georgiew die Regie.

### Little, Little Love
Als letzte Singleauskopplung des Albums erschien Little, Little Love am 14. September 2007. Die letzte Auskopplung erreichte Platz 27 in Deutschland. Hier war der Song neun Wochen in der Chartwertung. In Österreich blieb das Lied auf Position 30 und konnte sich hier sieben Wochen halten. In der Schweiz belegte das Stück auch Rang 27 und fiel hier nach fünf Wochen aus den Charts. Die Regie führte auch hier Nikolaj Georgiew.

## Kommerzieller Erfolg

### Chartplatzierungen
| ChartsChartplatzierungen | Höchstplatzierung | Wochen |
| ------------------------ | ----------------- | ------ |
| Deutschland (GfK)        | 1 (25 Wo.)        | 25     |
| Österreich (Ö3)          | 2 (17 Wo.)        | 17     |
| Schweiz (IFPI)           | 1 (16 Wo.)        | 16     |

| ChartsJahrescharts (2007) | Platzierung |
| ------------------------- | ----------- |
| Deutschland (GfK)         | 24          |
| Österreich (Ö3)           | 35          |
| Schweiz (IFPI)            | 38          |

### Auszeichnungen für Musikverkäufe
| Land/Region        | Auszeichnungen für Musikverkäufe (Land/Region, Auszeichnung, Verkäufe) | Verkäufe |
| ------------------ | ---------------------------------------------------------------------- | -------- |
| Deutschland (BVMI) | Platin                                                                 | 200.000  |
| Österreich (IFPI)  | Gold                                                                   | 15.000   |
| Schweiz (IFPI)     | Gold                                                                   | 10.000   |
| Insgesamt          | 2× Gold · 1× Platin ·                                                  | 225.000  |